# Die Borgia (Spiel)
Die Borgia (Untertitel: "Ränkespiele in der Renaissance", Originaltitel "The Prince") ist ein Kartenspiel von Alexander S. Berg für 3 bis 5 Spieler, das 2003 bei Phalanx Games erschien. Die Grafiken stammen von Franz Vohwinkel, das Layout von Lin Lehnen.

## Inhalt
- 60 Spielkarten
  - 9× Amt, durch das man Einkommen und Stimmen erhält
  - 6× Außenstehende Familie, durch die man Macht erhält
  - 12× Besitz/Stadt, durch die man Macht, Einkommen und Siegpunkte erhält
  - 10× Künstler, durch die man Macht (1×) und Siegpunkte erhält, aber Gönnerschaftshonorar kosten
  - 8× Condottiere, durch die man Macht erhält, aber Söldnerlohn kosten
  - 6× Spion, mit dem man Karten aus der Auktion oder von Mitspielern klauen kann
  - 4× Tod, je 2× Meuchelmörder und Gift oder Seuche
  - 1× Doktor, schützt gegen Gift oder Seuche nach Zahlung der Kosten
  - 1× Heirat, verhindert, dass 2 Spieler gegeneinander spielen
  - 1× Savonarola, verhindert, dass der Papst-Spieler Karten ausspielt
  - 2× Ämterkauf-Anschuldigung: Kann gegen den Papst-Spieler gespielt werden.
  - 30 Kardinals-Spielsteine (runde Pappscheiben)
- 120 Dukaten  (runde Pappscheiben mit dem Bild Alexander VI.):
  - 43× Wert 1 (kupferfarben)
  - 25× Wert 2 (kupferfarben)
  - 5× Wert 5 (kupferfarben)
  - 25× Wert 10 (silberfarben)
  - 10× Wert 20 (silberfarben)
  - 5× Wert 50 (goldfarben)
  - 7× Wert 100 (goldfarben)
- 1 Papst-Spielstein (weißer Holzzylinder)
- 1 Spielzuganzeiger (schwarzer Holzzylinder)
- 5 Siegpunktanzeiger (Holzzylinder in den Spielerfarben blau, gelb, grün, orange und rot)
- 5 Familienblätter aus Karton
- 1 Wahl-Block
- 1 Regelheft (16 DIN-A5 Seiten)

## Beschreibung
Das Spiel besteht aus 3 Spielzügen, die je etwa 30 bis 40 Minuten dauern und zur Wahl eines neuen Papstes führen. Jeder Spieler repräsentiert eine einflussreiche Familie und erhält dafür das entsprechende Familienblatt der Borgia, Colonna, Medici, Orsini oder Rovere. Zu Beginn ist der älteste Spieler der Papst und erhält den Papst-Spielstein. Die Spielkarten werden gemischt und jeder Spieler erhält 4 (bei 4 und 5 Spielern) oder 5 (bei 3 Spielern) Karten, dabei darf eine Kartenhand durch neue Karten ersetzt werden wenn man 3 Karten des gleichen Typs erhalten hat. Einige Karten werden sofort aufgedeckt, die anderen werden verdeckt in der Hand gehalten. Anschließend werden 10 (bei 5 Spielern) oder 12 Karten (bei 3 oder 4 Spielern) verdeckt in die Mitte gelegt. Jeder Spieler erhält 4 Kardinal-Spielsteine und 100 Dukaten. Ziel ist es möglichst viele Siegpunkte (SP) einzusammeln. Diese gibt es für das Innehaben der Papstwürde (10 SP) am Ende des Spielzugs, Besitz/Städte, protegierte Künstler und Dukaten (je 1 SP für 10 Dukaten) im Familienbesitz.
Beginnend mit dem Papstspieler wird entweder eine Karte in der Tischmitte aufgedeckt und versteigert oder durch einen Spion eine verdeckte Karte genommen, anschließend eine oder mehrere Karten ausgespielt und optional Karten anderer Spieler übernommen. Um Karten anderer Spieler zu übernehmen, braucht man Macht durch Söldner (Condottiere), aber auch der Spieler, dem man Karten wegnehmen will, kann seine Condottiere einsetzen um dies zu verhindern.
Danach folgt der nächste Spieler bis keine Karte in der Tischmitte mehr ausliegt. Anschließend erhalten die Spieler ihr Einkommen durch ihren Besitz/Städte und Ämter, dann wählen die Spieler einen neuen Papst, wobei jeder Spieler soviele Stimmen hat wie er Kardinäle und Stimmen durch Ämter besitzt. Dabei können die Stimmen beliebig auf die Familien – auch die eigene – verteilt werden. Hat ein Spieler die absolute Mehrheit der Stimmen in einer geheimen Wahl erhalten, wird er neuer Papst. Wenn kein Spieler die absolute Mehrheit hat, wird so lange in öffentlicher Wahl gewählt, bis ein Spieler die absolute Mehrheit hat. Anschließend ermitteln die Spieler die gewonnenen Siegpunkte. In der dritten Runde endet das Spiel nach dieser Phase. Vor dem 2. und 3. Spielzug werden die Karten, die ins Deck gehören wieder eingemischt und jeder erhält eine neue Karte sowie 35 Dukaten. Danach werden wieder 10 bzw. 12 Karten verdeckt ausgelegt sowie Ämter und Kardinalsposten durch den Papstspieler verteilt und wie in der ersten Runde gespielt.
Wer nach der dritten Runde die meisten Siegpunkte hat gewinnt das Spiel.

## Besonderes

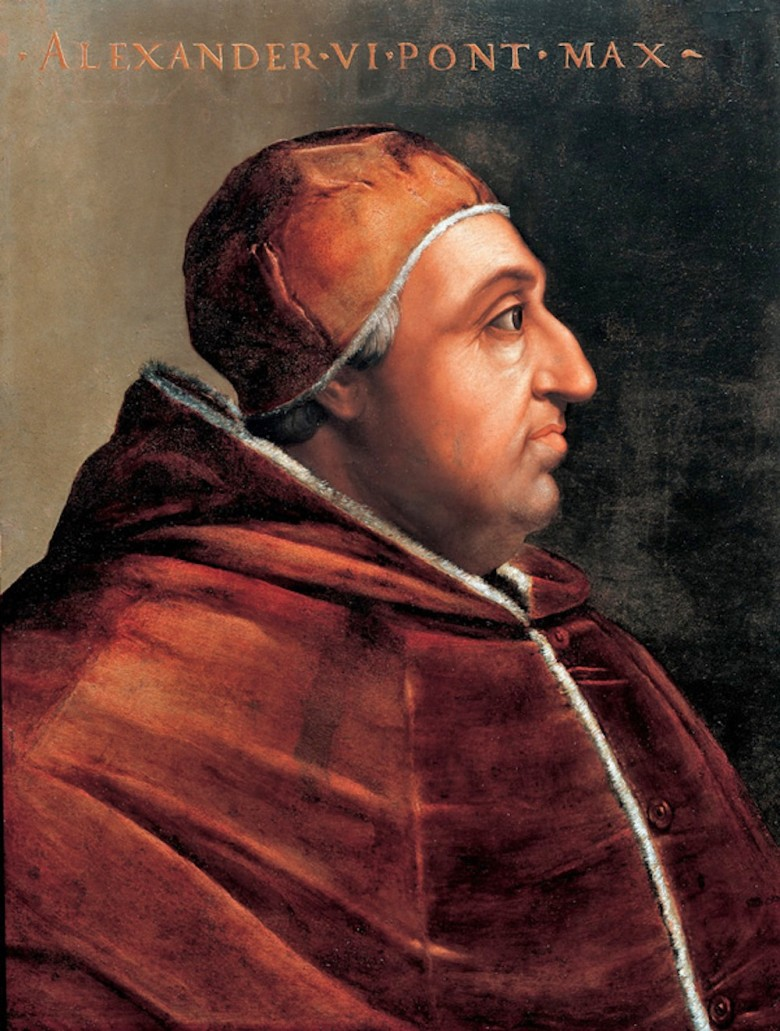
Alexander VI.
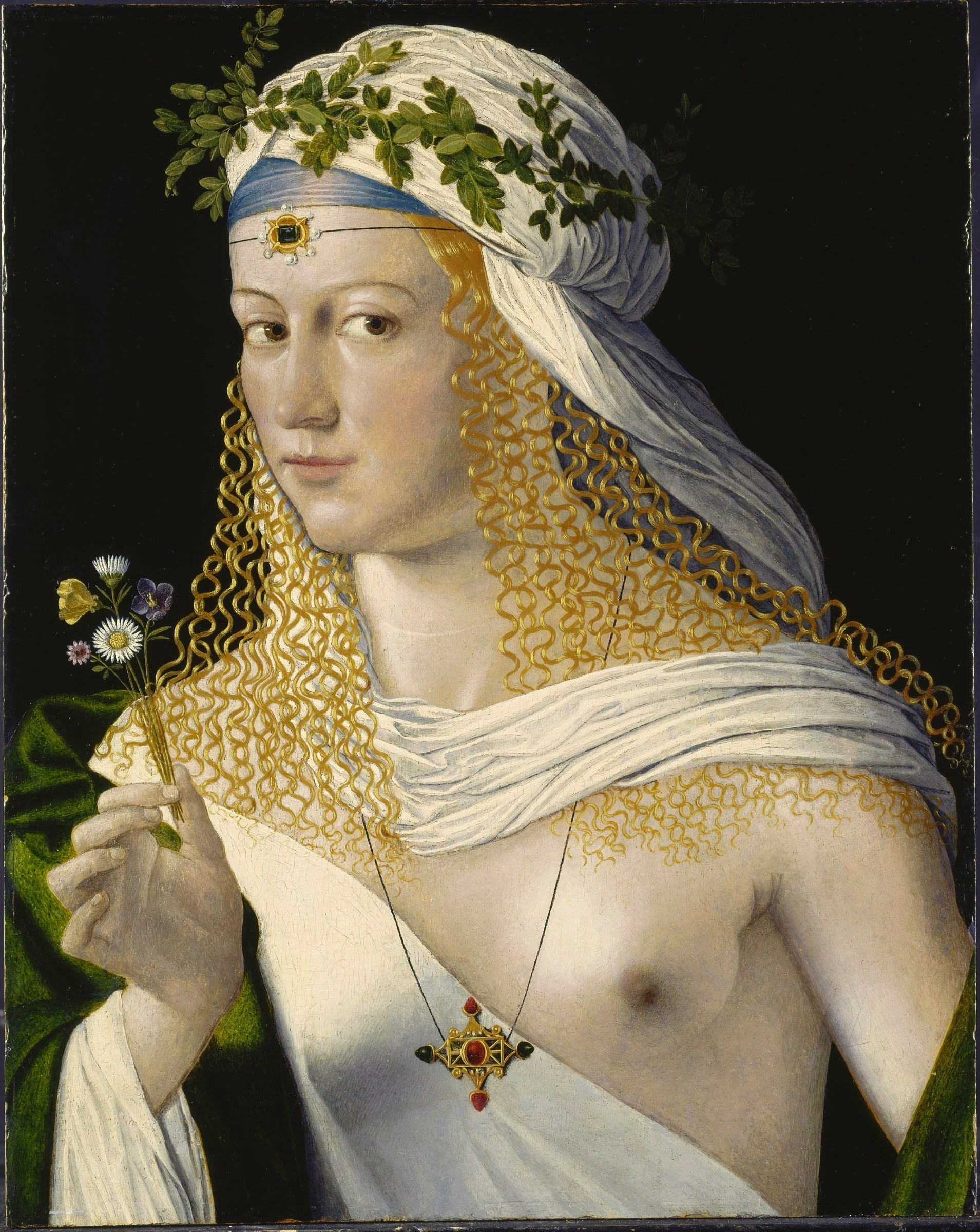
Lucrezia Borgia (?)
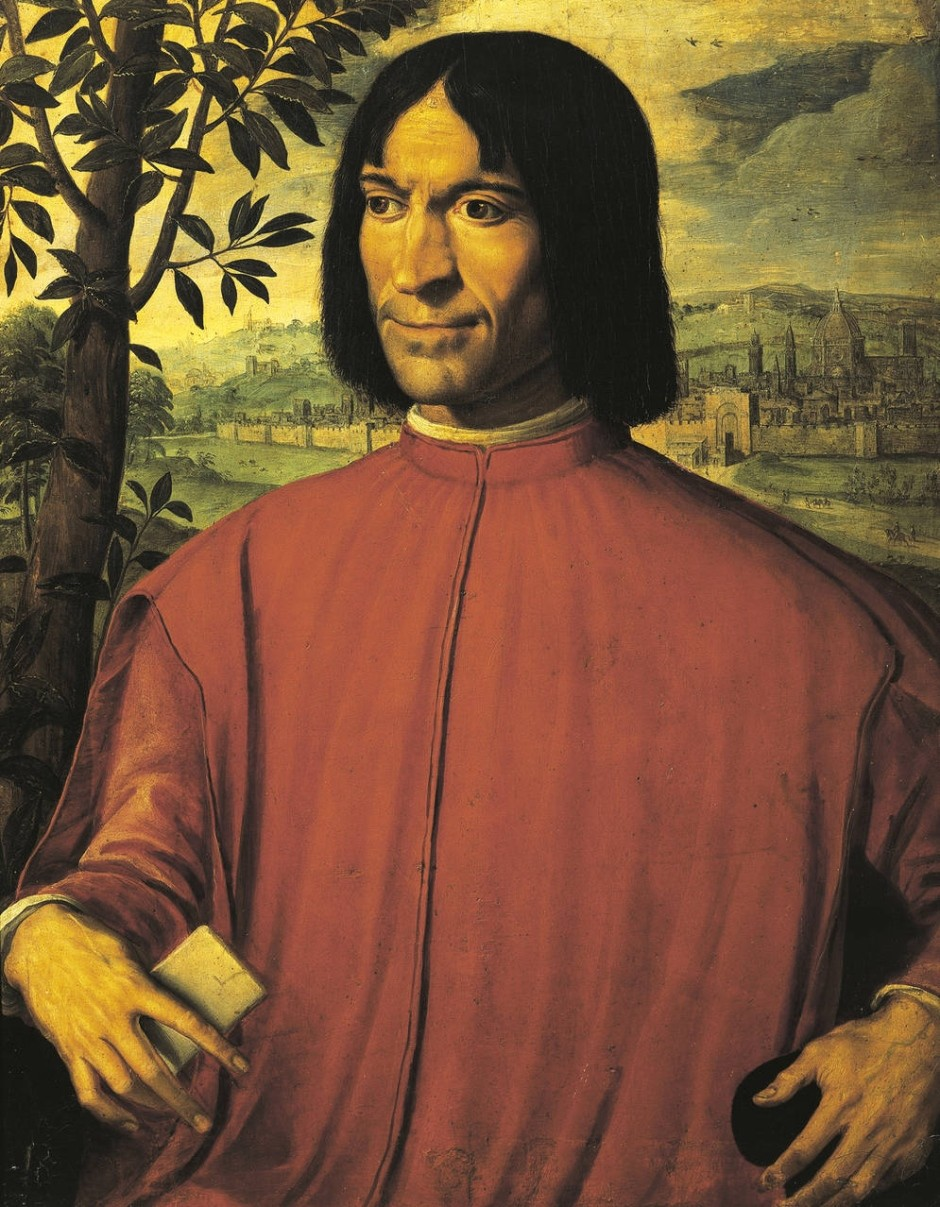
Lorenzo de’ Medici
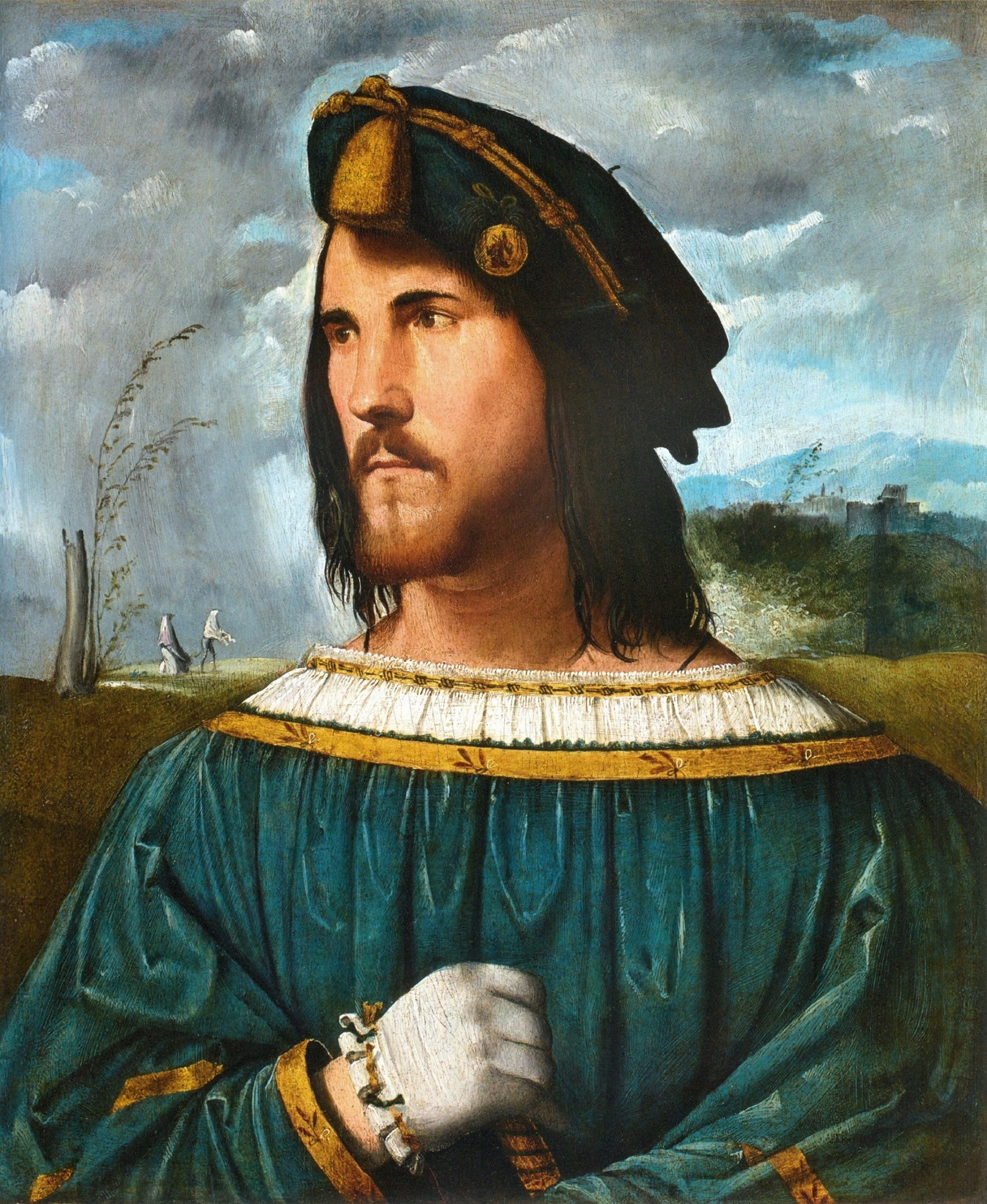
Cesare Borgia
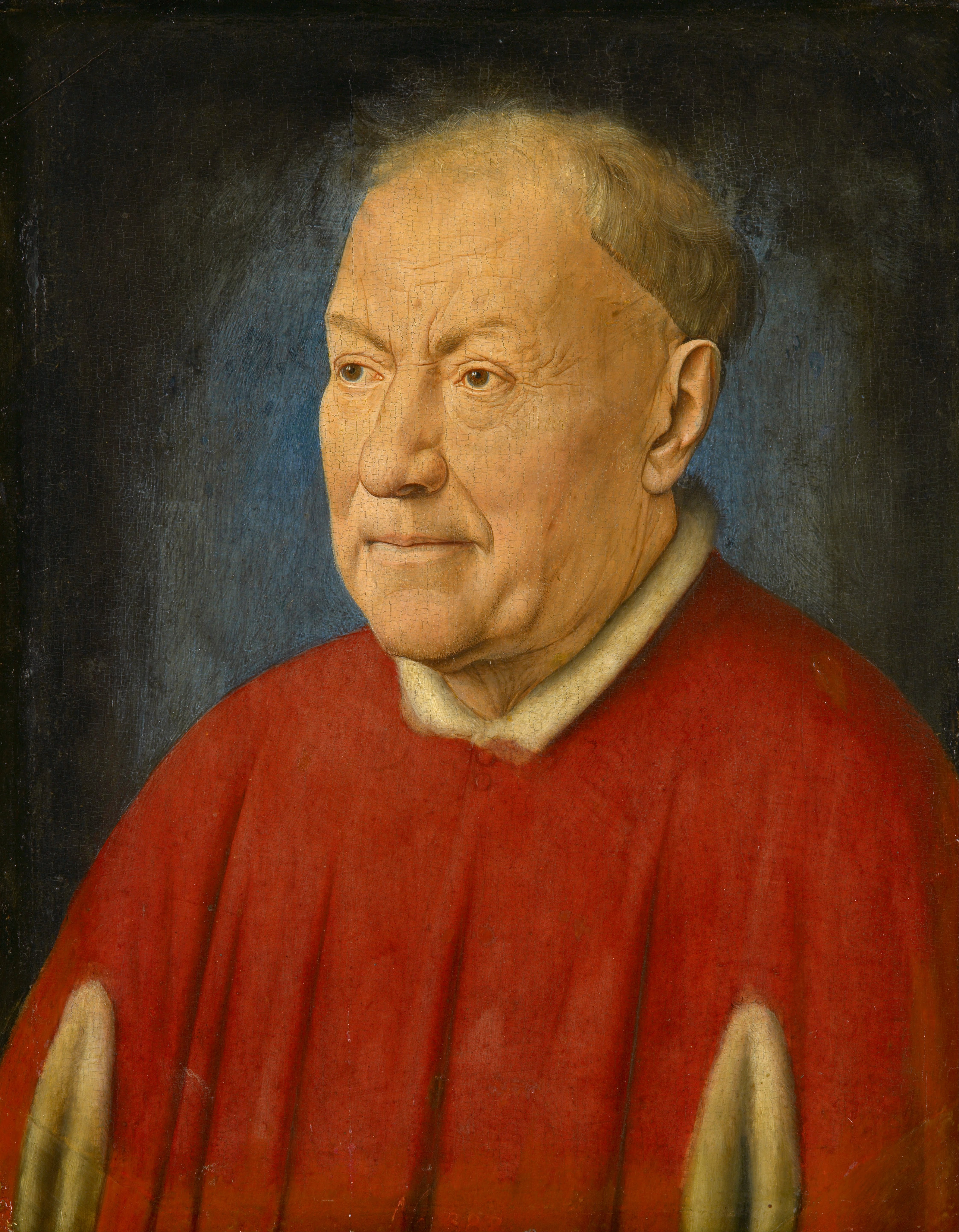
Niccolò Albergati

Auf dem Schachtelcover wird ein Gemälde von Bartolomeo Veneto zitiert, das Lucrezia Borgia zeigen soll, was aber umstritten ist. Zudem sind auf dem Cover Lorenzo de’ Medici und Cesare Borgia abgebildet. Mit dem Bau des im Hintergrund zu sehenden Petersdoms wurde aber erst nach dem Tod des Borgia-Papstes begonnen. Auf den Familienblättern und den Kardinalsspielsteinen ist ein von Jan van Eyck gemaltes Porträt von Cardinal Niccolò Albergati zu sehen, der von 1375 bis 1443 lebte.

## Spielkritiken
- Spielbox Ausgabe 1/04: "(Ver)steigerungsfähig"